# Cordia schomburgkii
Espèce
Synonymes
- Varronia globosa Jacq., 1760 (basionyme)

Cordia schomburgkii est une espèce de plantes de la famille des Boraginaceae.

## Localisation
Cordia schomburgkii est présent au Venezuela, à Trinité-et-Tobago, au Brésil, en Guyana, au Surinam et en Guyane,,.